# Rákosi Béla
Rákosi Béla (Acsád, Vas vármegye, 1841. – Budapest, 1923. október 14.) magyar orvos-sebész doktor, rendőrorvos. Rákosi Jenő, Rákosi Viktor és Rákosi Szidi testvérbátyja.

## Élete
Acsádon született, ahol apja, Kremsner János (aki családi nevét gyermekeivel együtt 1867-ben változtatta Rákosira) a Szegedyek gazdatisztje volt. Rákosi az orvosi tudományokat a bécsi egyetemen hallgatta, és 1864-ben ott nyert orvosdoktori oklevelet. Községi orvos volt Gyergyószentmiklóson (közben segédorvos a liptómezei tébolydában), később a váci állami fegyintézet orvosa, majd gyakorló orvos és rendőrorvos volt Budapesten és a budapesti királyi orvosegyesület tagja.
Cikkeket írt a Jogtudományi Közlönybe (A börtönügyi szakosztályban tartott felolvasás), a Gyógyászatba (1871. A járványos toroklob Gyergyó-Ditrón), A pestisről), a Toldy István szerkesztette Nemzeti Hírlapba; a Reformba (1872. Elmebeteg-statisztika), a Budapesti Hírlapba (orvosi tárcák).

## Művei
- A bűnügyi lélektan alapvonalai. A német birodalom büntető törvénykönyv alapjára fektetve orvosok és jogászok számára. Bpest, 1876.
- A betegápolás otthon és a kórházban. Kézikönyv családok és betegápolónők számára. Írta Billroth Tivadar, magyarra ford. ... Uo. 1882.
- A természettani gyógyrendszerek tankönyve orvosok és orvostanulók számára. Irta Rossbach M. J., ford. .. Uo. 1883. 85 fametszettel.
- A fegyintézeti élelmezés próbája súlymérések alapján. Feolvastatott a magyar jogászegylet börtönügyi bizottságának 1890. ápr. 16. ülésén. Uo. 1891 (Magyar Jogászegyleti Értekezések VI. 5.).